# María Vento-Kabchi
María Alejandra Vento-Kabchi (Caracas, 24 de maio de 1974) é uma ex-tenista profissional venezuelana.
Foi campeã de simples de Tênis nos Jogos Pan-Americanos de 1999.